# 世界盡頭博物館
世界盡頭博物館（西班牙語：Museo del Fin del Mundo），是一座位於阿根廷大火地岛乌斯怀亚所設立的博物館。博物館以展示阿根廷火地島省、南極洲和南大西洋的歷史、地質、遺產作為展覽主題。
自2008年5月起，世界末日博物館的館舍共設立烏斯懷亞的兩個地點，其中前省立法機關大樓則於1983年被宣佈為國家歷史古蹟。

## 沿革
世界盡頭博物館的廳舍是烏斯懷亞的標誌性建築之一。也是該鎮早期開發階段為數不多使用磚石建造的建築之一。建築物所在的土地於1911年從當時的州長曼努埃爾·費爾南德斯·巴爾德斯手中購得，建築物則於1915年作為阿根廷國家銀行的一個分行落成。
在烏斯懷亞創建博物館的想法可以追溯到1906年，當時的目的是促進新興的區域工業。國家當局以缺乏資金為由拒絕了這一請求。1960年代初，時任州長埃內斯托·曼努埃爾·坎波斯（Ernesto Manuel Campos）成為倡議成立博物館的推動者。並在。1973年成立了一個協會，以便在烏斯懷亞建立一個官方博物館，保護當地的歷史、人類學、古生物學和自然遺產，最終世界盡頭博物館於1979年5月18日在擔任國家銀行機構負責人的奧斯卡·巴勃羅·薩莫拉 (Oscar Pablo Zamora) 的領導作為國立博物館落成。

至於舊總督府及前省立法機關大樓的建築物，其建造時間可追溯至19世紀末期，自2008年起成為世界盡頭博物館的附屬建築。

## 設施
博物館主棟共以六個展覽室、圖書館、書店和郵局組成。歷史檔案館位於一樓。此外建築物還設有攝影和視聽媒體實驗室、科學實驗室和保護區。舊總督府則有四個展覽室和一個視聽室。該建築還用於各種主題的臨時展覽。當代，推廣部門的活動也在兩座建築中開展。

## 圖片
主棟

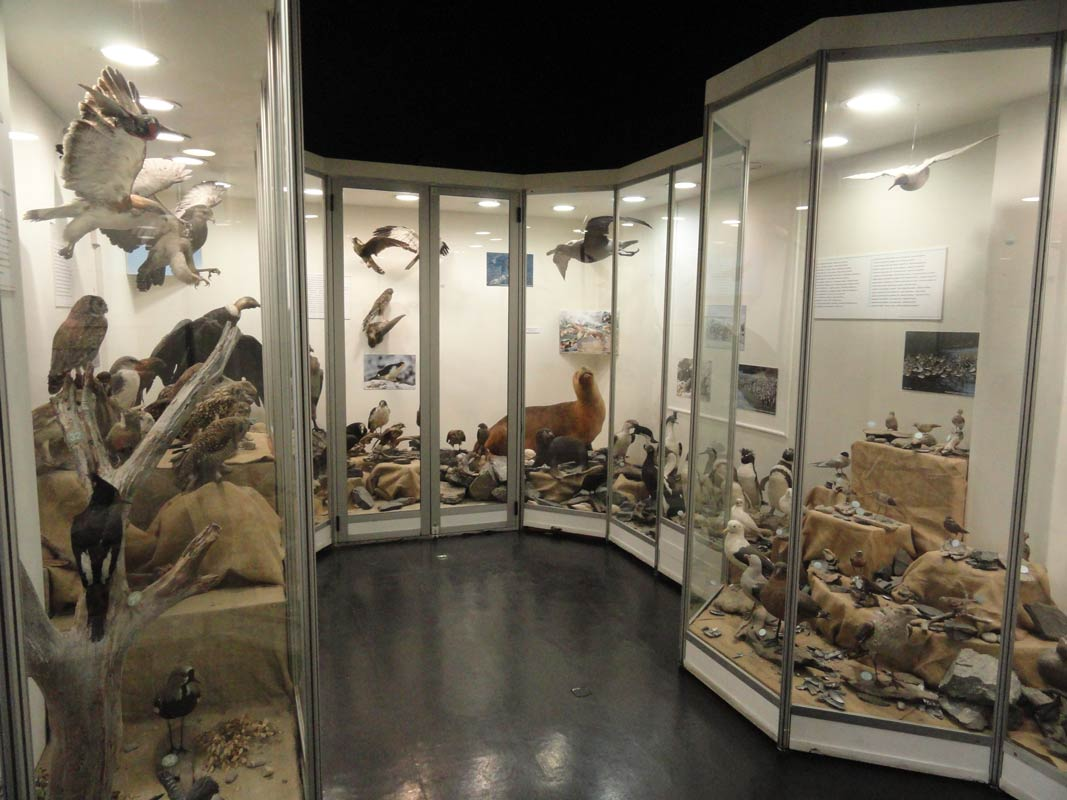
主棟的動物標本區
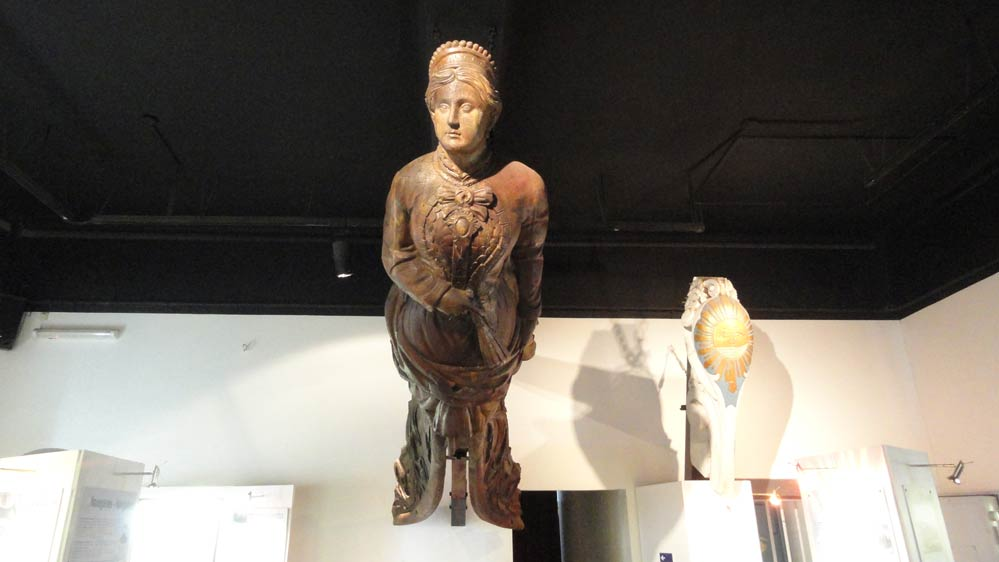
奧爾巴尼公爵夫人號船首遺骸，該船隻於火地島沈沒
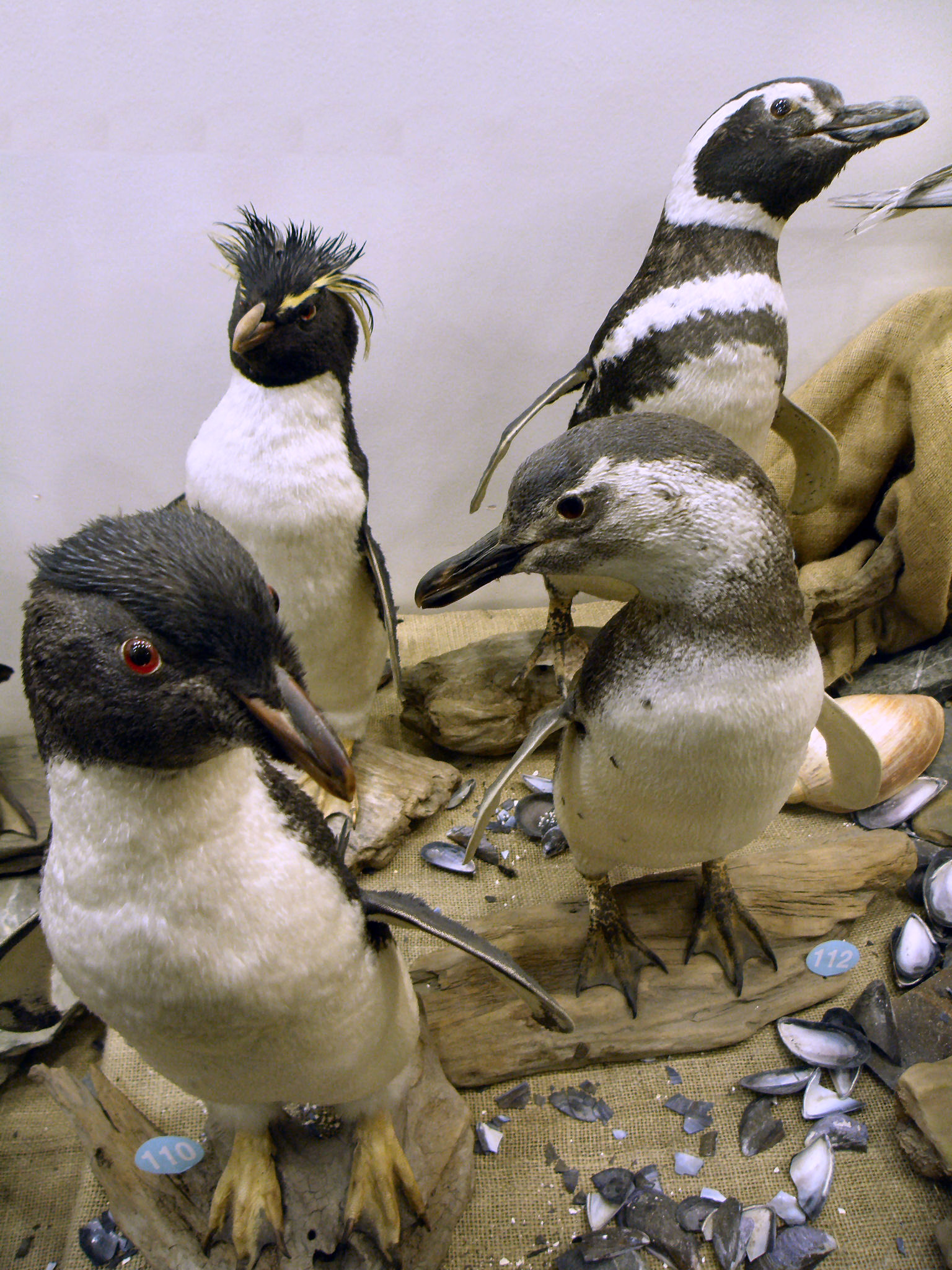
企鵝標本
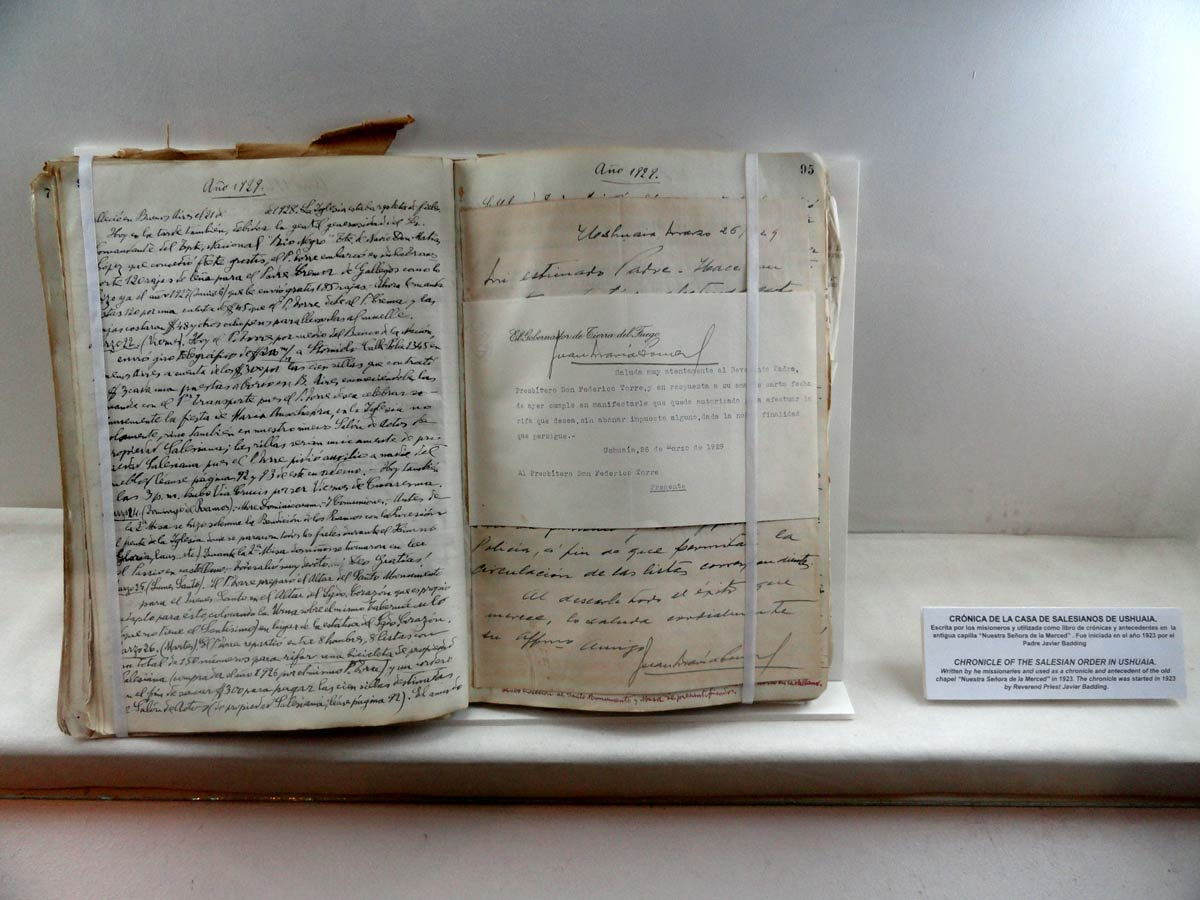
慈幼會編年史
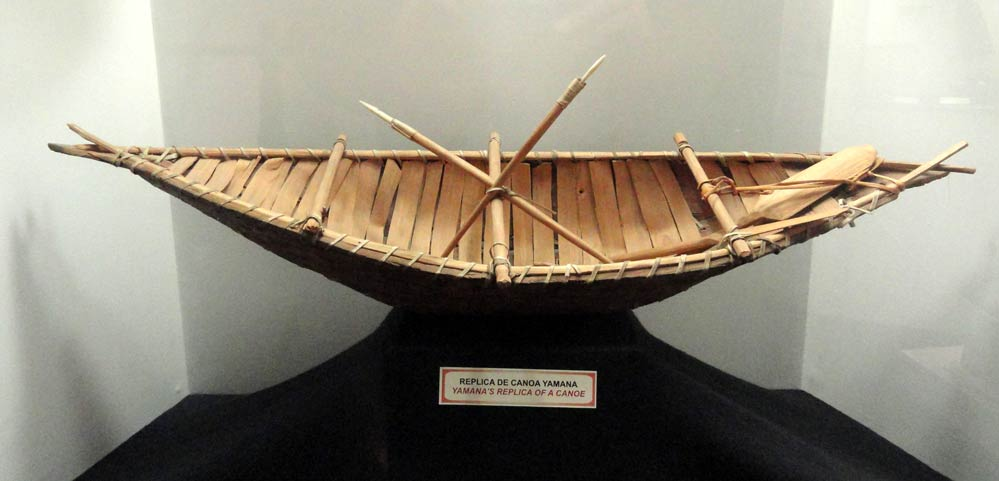
雅加人獨木舟的複製品
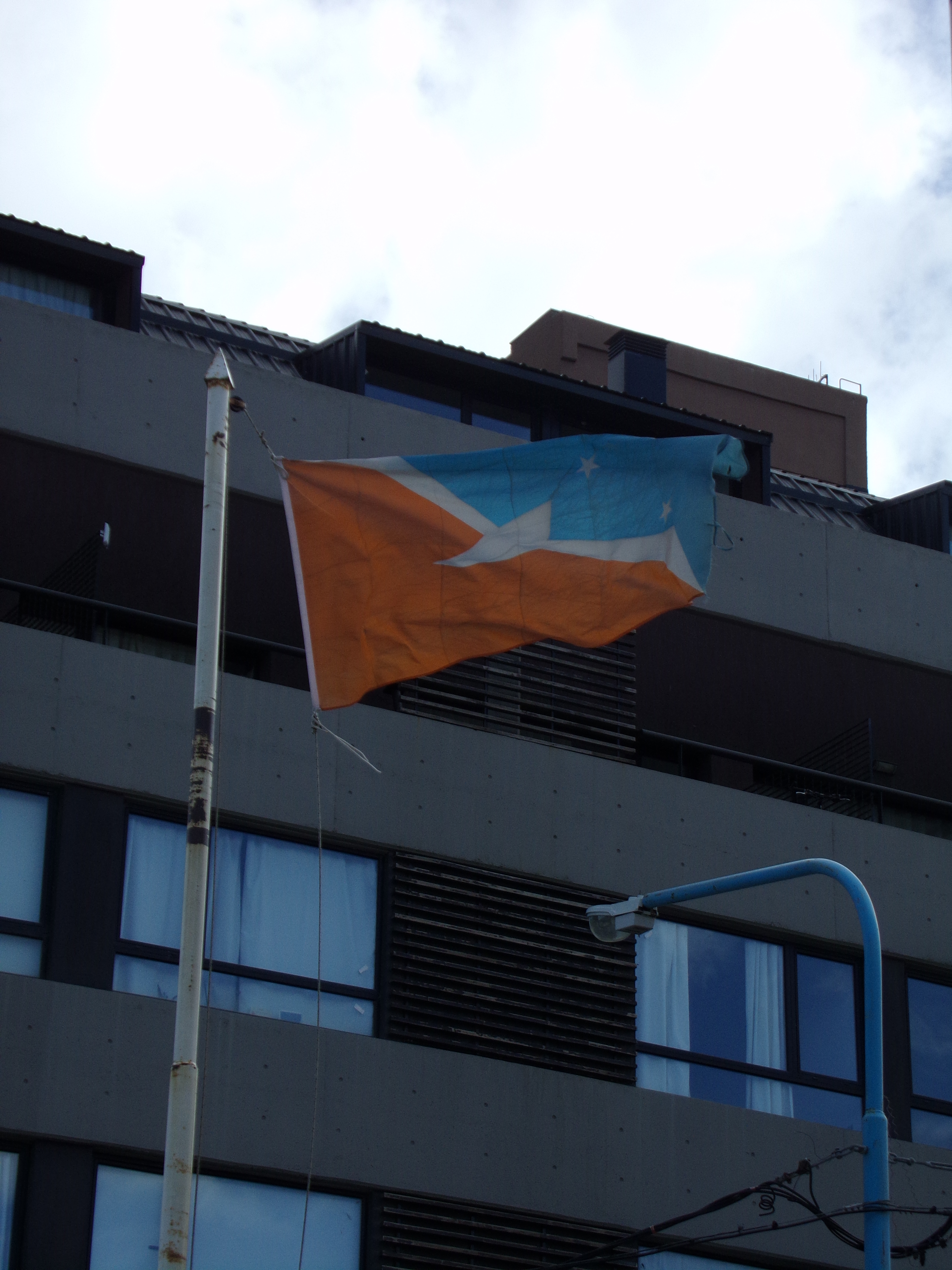
博物館庭院中的火地島旗幟

舊總督府

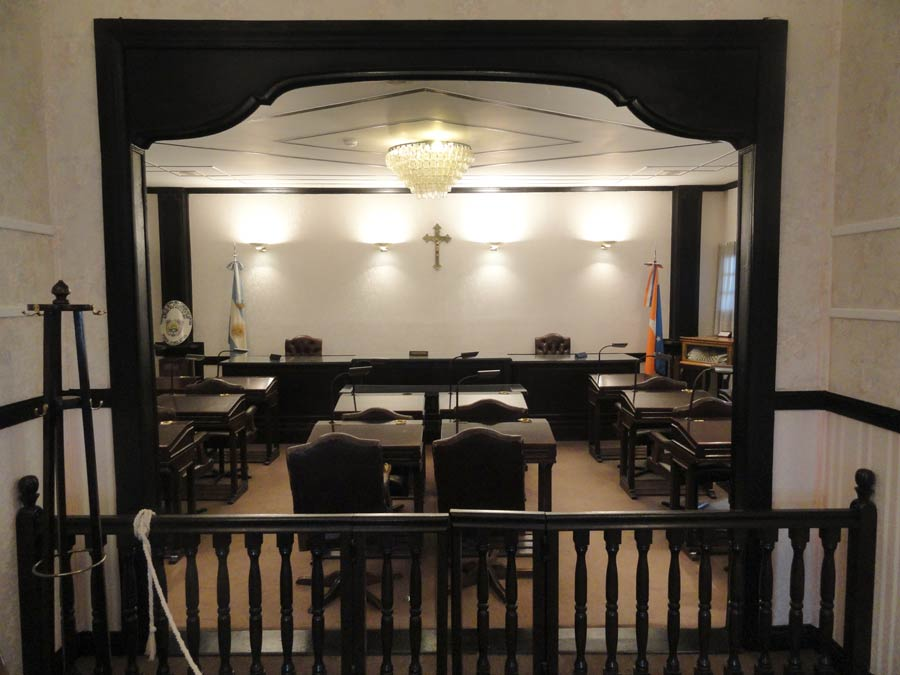
前立法機關辦公室
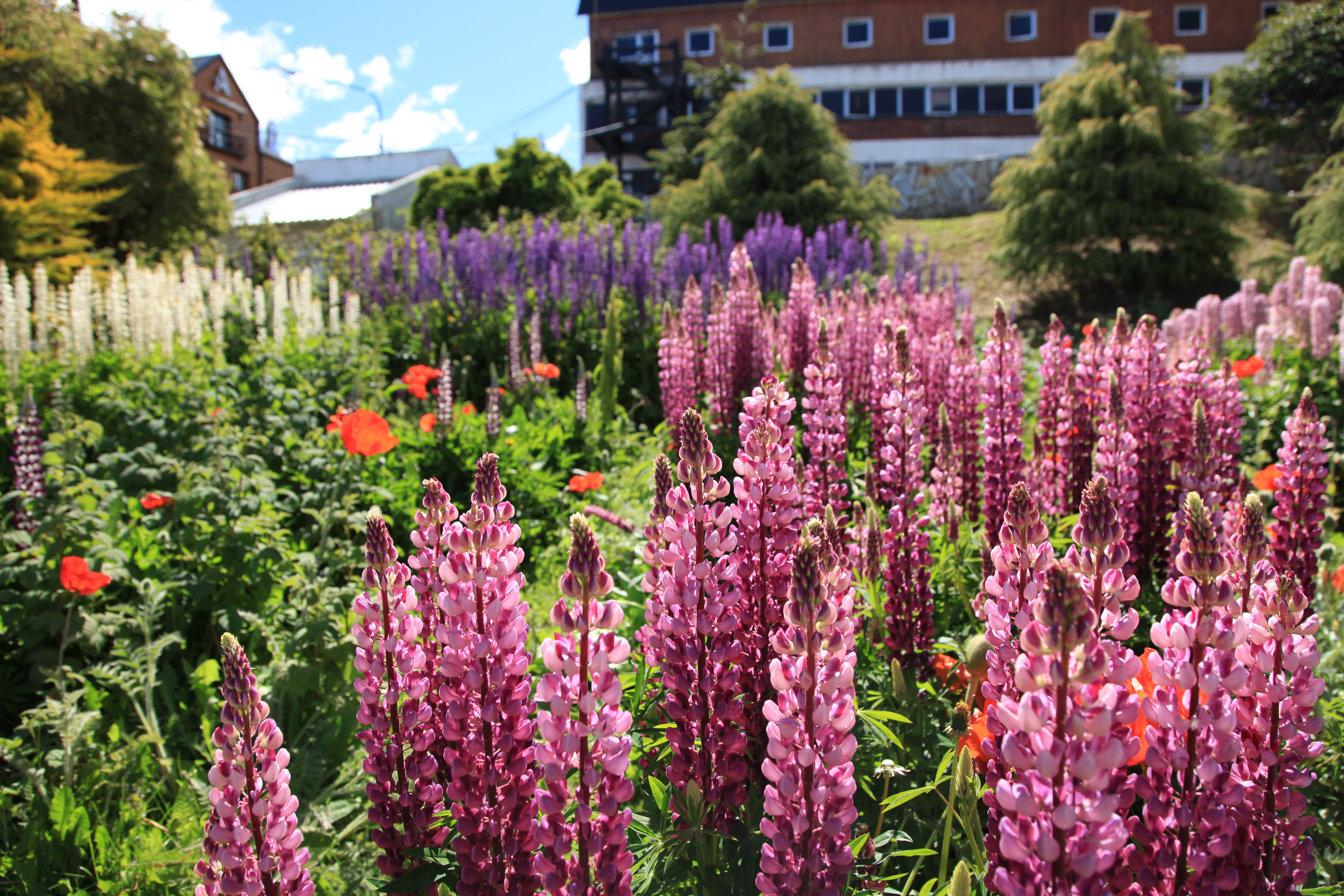
花園
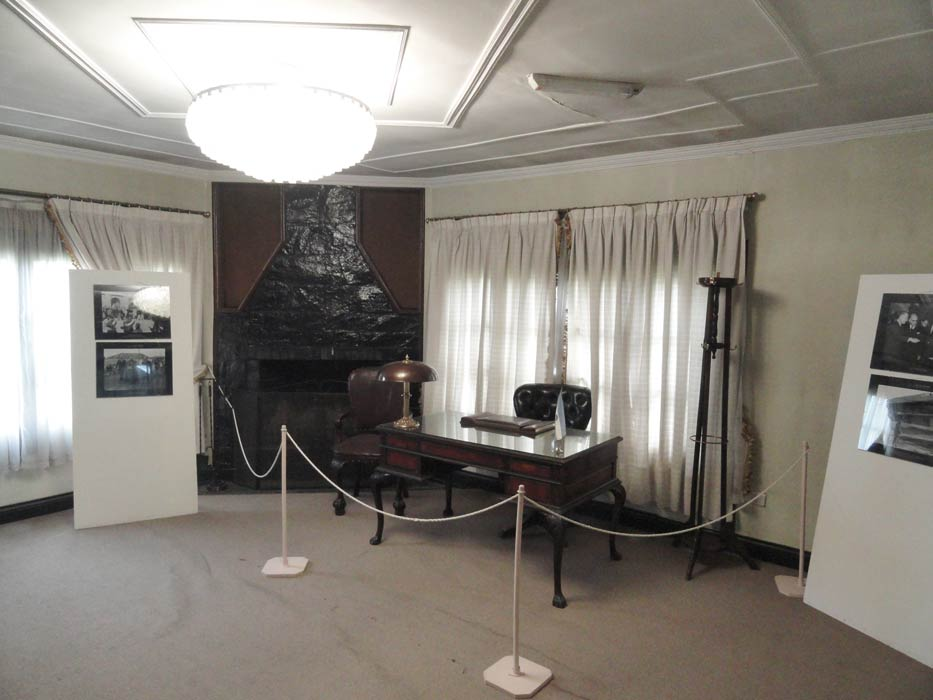
州長辦公室
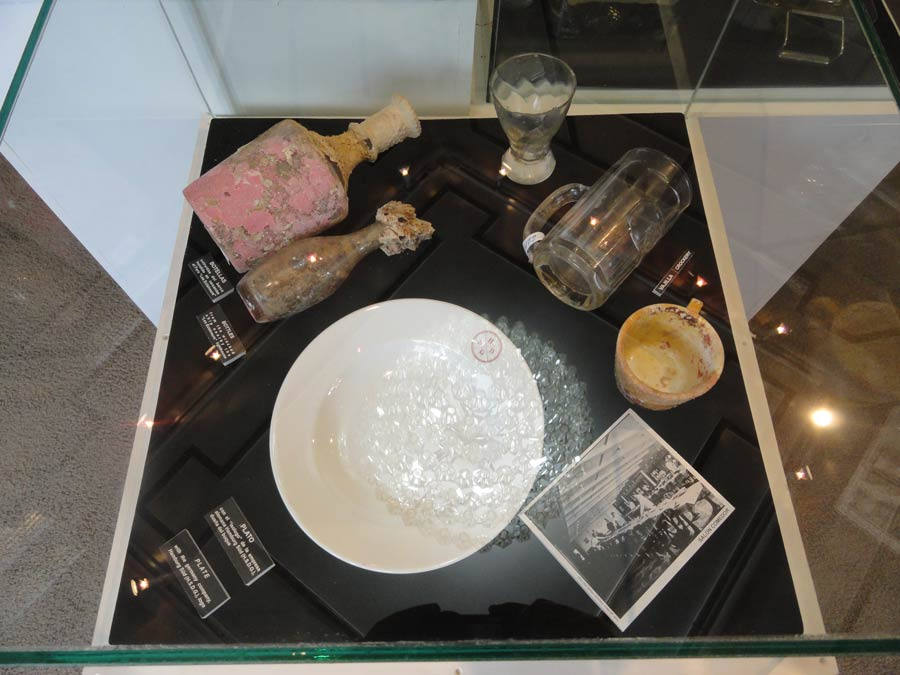
沉船殘骸

## 外部連結
- Sitio oficial